# Capparis dolichopoda
Capparis dolichopoda là một loài thực vật có hoa trong họ Capparaceae. Loài này được Helwig mô tả khoa học đầu tiên năm 1929.